# Pycnaxis krakatauensis
Pycnaxis krakatauensis is een spinnensoort uit de familie van de krabspinnen (Thomisidae).
De wetenschappelijke naam van de soort werd in 1931 als Xysticus krakatauensis gepubliceerd door William Syer Bristowe.